# Уилям Пиърс
Доктор Уилям Лутър Пиърс (на английски: William Luther Pierce) е американски политик основател на Националния Алианс и принципен идеолог на националистическото движение на белите хора в Америка. Дипломира се като физик, след което се изкачва в научната кариера до професор. По-късно работи с Джордж Линкълн Рокуел, основоположникът на Американската нацистка партия. Достига до по-голяма известност чрез новелата си „Дневниците на Търнър“ (1978), написана под псевдонима-Андрю Макдоналдс. Д-р Пиърс поставя началото на т. нар. религия – космотеизъм, която е по същество панетеизъм.

## Произход и образование
Уилям Пиърс е роден на 11 септември 1933 г. в Аталанта, Джорджия, САЩ. Баща му Уилям Лутър Пиърс Втори е роден през 1892 година в Крисчънсбърг, Вирджиния. Майка му Маргарет Фаръл е родена в Ричмънд, Вирджиния през 1910 година. Нейното семейство е било част от аристокрацията на стария Юг. Бащата на Пиърс притежава застрахователна агенция, загива в автомобилна катастрофа през 1942 година. Малкият Уилям започва училище в Норфолк, Вирджиния. След смъртта на бащата семейството (което включва и по-малък брат) се премества в Монтгомъри, Алабама и след това в Далас, Тексас.
Уилям се справя доста добре в училище. Последните му две години от гимназията са прекарани във военна академия. Като юноша неговите хобита са: ракети, химия, експерименти, радиа, електроника и четене на научна фантастика. Той е имал надеждата да стане един ден астронавт.
След като завършва военното училище през 1951 година, работи за кратко във фабрика, където се контузва тежко, след като 4 инчова тръба пада върху ръката му. Прекарва остатъка на лятото като продавач на обувки. Пиърс спечелва стипендия, която му дава правото да посещава Университета Райс в Хюстън Тексас. Там се дипломира като бакалавър през 1955 година със специалност физика. След това работи в Националната Лаборатория Лос Аламос, преди да отиде в Калифорнийския технологичен институт – Калтек, а после и Университета в Колорадо, където става доктор през 1962 година. По-късно през 60-те става професор по физика в Щатския Университет в Орегон.
В Калтек, д-р Пиърс среща Патрисия Джоунс – математик. Оженват се през 1957 и имат двама сина близнаци, родени в 1963 година.

## Американската нацистка партия
По време на следването си в Орегон, Пиърс започва да вижда две политически движения, които го смущават – Движението за Граждански Права и антивоенните движения за Виетнам. д-р Пиърс вижда Движението на Мартин Лутър Кинг като заплаха за бялата раса. Той също вярва, че антивоенните движения са инспирирани от комунисти и са водени главно от евреи. За кратко членува в антикомунистическото общество на Джон Бърч през 1962 година, но напуска тази организация, след като вижда, че тя не е критична към евреите. През 1966 година се свързва с Джордж Линкълн Рокуел, водачът на Американската Нацистка Партия. По това време става главен редактор на идеологическия журнал на партията – Национал Социалистически Свят. Рокуел бива убит през 1967 година и д-р Пиърс решава да сформира своя собствена група – Националния Алианс (оригинално Националния Младежки Алианс) през 1974 година.

## Националния Алианс
Организацията се сформира през 1974 година от д-р Уилям Пиърс. Всъщност Националния Алианс (НА) е продължение на Националния Младежки Алианс (НМА). НМА е бил създаден от остатъците на организацията „Младежи за Уолъс“ – подкрепящи кандидатурата на губернатора на Алабама Джордж Уолъс за президент през 1968. След това се разделя на много фракции. Уилям Пиърс взема контрол над най-голямата през 1970 година и продължава да използва това име (НМА) до преименуването на Национален Алианс през 1974 година.
Позициите на Пиърс се характеризират с расовата антропология на ранния 20 век, но имат също и дълбоко духовен оттенък, както и националсоциалистически убеждения, придобити от времето прекарано с Джордж Линкълн Рокуел и неговата Американска Нацистка Партия (АНП). Доказателство за това са атаките към евреите, като основни врагове на Бялото общество. По същество Националния Алианс представлява микс между романтичния германски национал-расизъм от 19 век плюс идеите на Адолф Хитлер и Национал Социалистическата Партия от началото на 20 век.
Основни врагове на Националния алианс са еврейските организации в Съединените щати като Анти-клеветническата лига и южния център за бедността.
Националният алианс притежава библиотека – така наречените „Книги на Националния Авангард“.
Освен това съществува радио предаването Гласове на американските дисиденти.

## „Дневниците на Търнър“ и „Ловец“
През 1978 излиза новелата „Дневниците на Търнър“. Подписана е с името Андрю Макдоналд, което е псевдоним използван от д-р Уилям Лутър Пиърс. Новелата описва избухването на расова война в Америка, която прераства в глобален конфликт, който довежда до унищожаването на всички не-бели. Главен персонаж е Ърл Търнър-активен член на Бяло расово движение, което започва гражданска война срещу Еврейското правителство на САЩ, след като последното решава да изземе оръжията на Бялото население. За писателят Пиърс, тази новела олицетворява мечтата му за „Бял свят“.
Книгата има 500 000 продадени копия, като добива популярност през 1995 година, след атентатите в Оклахома. Когато пресата, и особено еврейските неправителствени организации, започват да твърдят, че атентатите били всъщност паралел от „Дневниците на Търнър".
Д-р Пиърс има още една книга, посветена на расовата война – „Ловец“, написана през 1984 година, отново под псевдонима Андрю Макдоналд. Там се описва образа на Оскар Йагър-американски ветеран от Виетнамската война, който решава да избие всички междурасови двойки в Съединените американски щати, както и публичните фигури, прокламиращи граждански права за не-белите.

## Последни години
Пиърс прекарва последните си дни в семейна атмосфера в Западна Вирджиния, където всяка седмица води радиопредаването „Гласовете на Американските дисиденти“. Умира от рак на 23 юли 2002 година в Мил Поинт, Западна Вирджиния.

## Произведения
- „Дневниците на Търнър“ Архив на оригинала от 2007-06-05 в Wayback Machine.
- „Ловец“ Архив на оригинала от 2006-04-17 в Wayback Machine.

След смъртта му, в Националния Алианс настъпва разцепление и се образуват две фракции. Едната се нарича Национален Авангард, а другата запазва името Национален Алианс.